# Turtle Lake (Wisconsin)
Turtle Lake – jednostka osadnicza w Stanach Zjednoczonych, w stanie Wisconsin, w hrabstwie Walworth.